# 恋山形駅
恋山形駅（こいやまがたえき）は、鳥取県八頭郡智頭町大内にある、智頭急行智頭線の駅である。

## 歴史

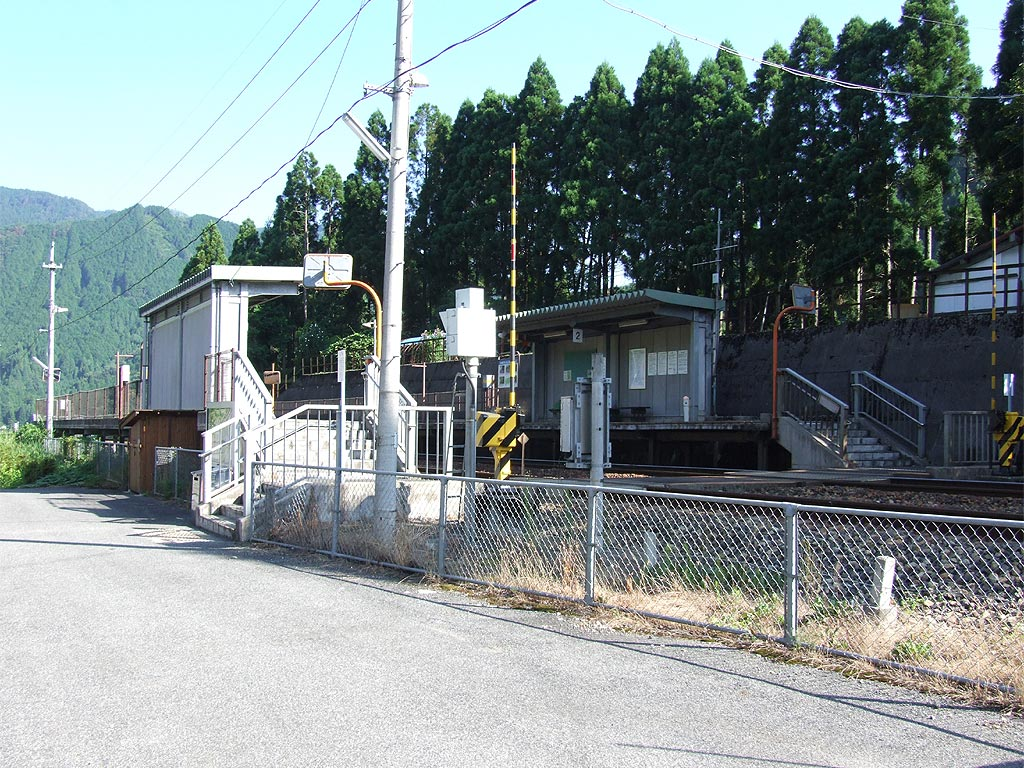
ピンク塗装になる前の恋山形駅（2008年8月）

- 1994年（平成6年）12月3日：智頭線開業と同時に設置[1][2]。

当初「因幡山形駅」とする予定であったが、地元の要望で「来い山形」をもじって「恋山形駅」にすることとなった。
- 2013年（平成25年）6月9日：名前に恋が付く4駅（当駅、母恋駅、恋し浜駅、恋ヶ窪駅）による連携企画「恋駅プロジェクト」の一環として乗り場の待合室など駅の地上設備の塗装をピンク色に変更[1][3][5][6][7]。
- 2014年（平成26年）3月15日：駅への訪問者のため、一部の普通列車の停車時間を約5分に延長[8]。
- 2016年（平成28年）：ピンク色の「恋ポスト」を設置[3][6][9]。
- 2017年（平成29年）4月1日：駅前の約70m・幅1mをピンク色に塗装し、「恋ロード」として整備[3][6][9]。

## 駅構造
相対式ホーム2面2線を持つ地上駅。無人駅で駅舎はなく、1番のりばの上郡寄りの出入口から直接入場する。2番のりばへの移動は構内踏切を渡る必要がある。ホームは切り通し区間だが、すぐ東側（智頭方）は谷間にかかり、高架橋となっている。
2013年に駅名標をハート型に変え、待合室などの外観をピンクの塗装に変更している。2023年にリニューアル10周年となり、新たなハート型の駅名標（縦130センチ、横170センチ）が設けられ、駅の屋根やフェンスの塗り替えが行われた。

### のりば
| 番線 | 路線    | 方向 | 行先                       |
| ---- | ------- | ---- | -------------------------- |
| 1・2 | ■智頭線 | 下り | 智頭・鳥取・倉吉方面       |
| 1・2 | ■智頭線 | 上り | 上郡・大阪・京都・岡山方面 |

付記事項
- 1番線を上下副本線、2番線を上下本線とした一線スルーとなっており、通常は上下線とも2番線に発着する。
- 1番線は列車交換及び通過列車待ち合わせの場合のみ使われる（普通列車同士の交換の場合は、智頭方面行きが1番線、上郡方面行きが2番線に入る）。

ピンク塗装後の恋山形駅（2013年8月）。鉄道むすめの智頭急行のキャラクター「宮本えりお」が描かれている。ホーム番号の表示板や駅名標もハート形。
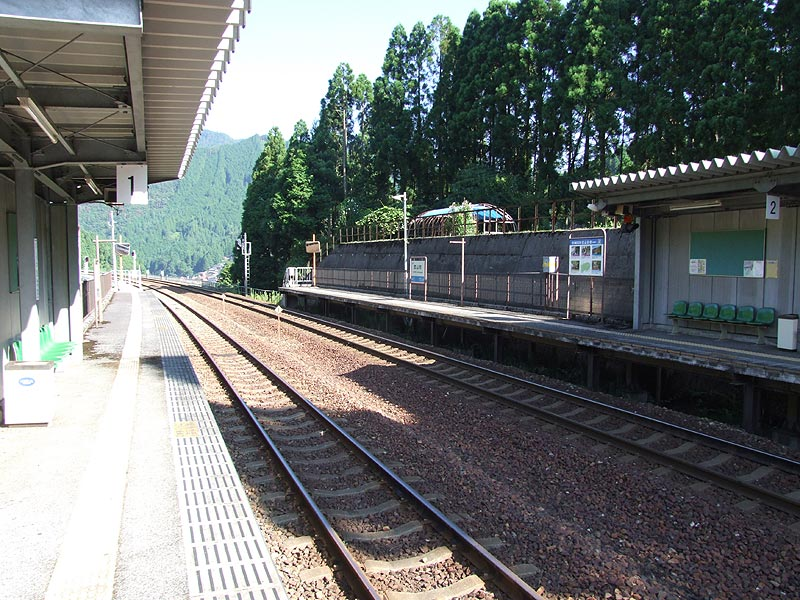
ホーム（2008年8月、ピンク色に塗装する前）
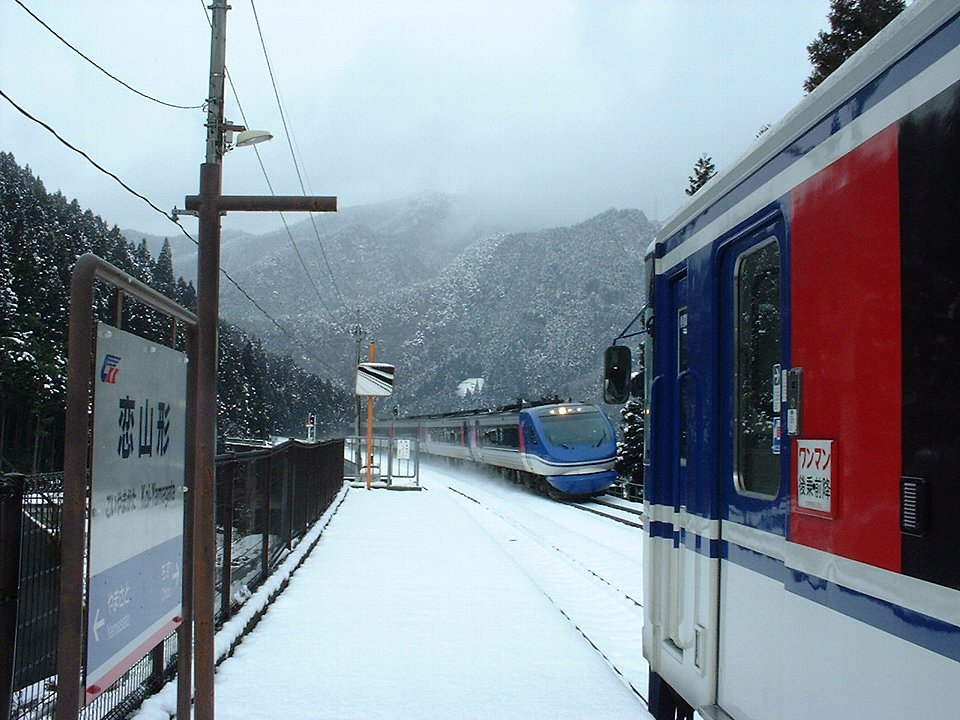
「スーパーはくと4号」と交換

## 利用状況
| 1日乗降人員推移 | 1日乗降人員推移 |
| 年度            | 1日平均人数     |
| --------------- | --------------- |
| 2018年          | 5               |
| 2022年          | 2               |

## 駅周辺
山間の集落にある。駅東側を千代川（）が流れ、その向こう岸を国道373号が通る。田畑や山林が目立つが、民家が所々に建つ。駐在所や郵便局は駅北側に集約されているが、駅から少し離れた所にある。かつては智頭町立山形小学校もあったが、同校は2012年（平成24年）3月をもって閉校した。
- 智頭警察署郷原駐在所
- 山形郵便局
- 西光寺[13] - 駅裏側にある寺院
- 国道373号
- 鳥取県道6号津山智頭八東線

## 2024年のSNSにおける賛否とキャンペーン
2024年9月22日、ラッパーの呂布カルマが自身のSNSで「何だこの駅...気持ちわりぃ...」と発言し炎上。写真にアニメキャラ『鉄道むすめ』のイラストが映り込んでいたことと、呂布が「他の産業が弱った地方が藁にもすがる思いでオタク相手にロリコン営業やってんのもマジで辛い」と発言したことから、騒動がさらに拡大した。

### 著名人の反応
騒動を受け、中海テレビ放送「モーニングスタジオ」等のキャスターを務める田中舞は、同駅で撮影した写真とともに「なんだこの駅…いい駅だよなあ…」と、呂布の文体になぞらえて駅の魅力をアピール。SNSユーザーからも「いつか行ってみたい駅」「気分が上がりそう」などの賛同意見が寄せられた。
アイドルグループ・Kolokol（コロコル）の佳凪きのも同駅で撮影した写真を投稿し「きゃわゆい駅です」と魅力をアピール。ピンクの背景に白いワンピースで撮影された佳凪の写真に対し「天使降臨」などの佳凪を評価する声と、「何だこの駅…きゃわゆい♥…」などの駅の魅力を再評価する声が多く寄せられた。
仮面女子の猪狩ともかは、炎上の原因について「客足を伸ばすために一生懸命考えた関係者のことを考えたら、思慮不足なので炎上したのではないか」と分析。実業家のひろゆきは「感想を言うのも憚られる世の中なの？」と、感想や意見を述べることは自由という見方を示した。

### 鳥取県・智頭急行の反応
この騒動は、26日の県議会本会議でも言及された。県議の指摘を受けた平井伸治・鳥取県知事は、少ない予算で地域振興を促すため、あえて駅を派手にデザインする「炎上商法」を採用していると説明。「まんまと引っかかった」と冗談を交えて回答し、議場の笑いを誘った。また、呂布に対しては「叩くより、たたえ合おう」という呂布が出演したACのCMにおけるフレーズを引用し「我々なりの地域ピンコウ（振興）」「ぜひカルマさんにもご理解いただきたい」と述べた。
智頭急行の総務部長・坂本克之氏は「呂布さんのXのプロフにも『Twitterなんかパフォーマンスだから真に受けんな。』って書かれてますし、こちらも真に受けておりません」とコメント。恋山形駅の最上真澄・名誉駅長も「こちらとしてはその方の発言で駅がさらに有名になると思えばありがたいことです」と述べた。鳥取県の担当者はフジテレビの取材に対して「結果的には恋山形駅が注目を浴びたから、良かったと思っている。ぜひ観光に来てほしい」と語っている。
平井知事の発言に対して『めざまし8』の取材を受けた呂布は「つくづくセンスねえな」と苦笑。「コナンや水木しげるなど、鳥取には他に訴求できるものがたくさんある」と主張した。一方、鳥取県が迅速にキャンペーンを展開したことについては「ポジティブな動き」「誰も損しないので良いことだと思う」と評価した。
呂布は前日に鳥取県内で開催された野外音楽イベントに出演していた。この流れからネット上では「炎上マーケティングか」というコメントも見られた。

### その後の展開
騒動が静まった後、呂布は批判の一部に対して「一理ある」と理解を示している。また、鳥取県のリアクションに対しては「良かったと思う」「そのクイックさや、柔軟さにはなんの文句もない」と好意的に振り返っている。
zakzak（夕刊フジ）は後述のキャンペーンを紹介しながら「投稿炎上で知名度アップ」と、最終的に騒動が駅の知名度向上につながったことを、記事タイトルと本文で指摘した。

### 恋山形駅応援プロジェクト
全国的な注目が高まったことを受け、鳥取県は『恋山形駅応援プロジェクト』を始動。10月12日〜11月4日までの22日間、駅の写真をSNSに投稿した人に特製キーホルダーをプレゼントするなどのキャンペーン内容を発表した。
このキャンペーンはNHKや日本海テレビ、日本経済新聞や琉球新報など、多数のテレビ局や新聞が独自の放送・記事で取り上げている。
新日本海新聞はキャンペーンを紹介するだけでなく、一連の騒動を逆手に取った鳥取県・智頭急行の姿勢を記事タイトルで表現した。また、日本海テレビはキャンペーンをきっかけに駅を訪れた名古屋のカップルの声や、ウェディングフォトの撮影に台湾から訪れたカメラマンの声などを紹介している。

## その他

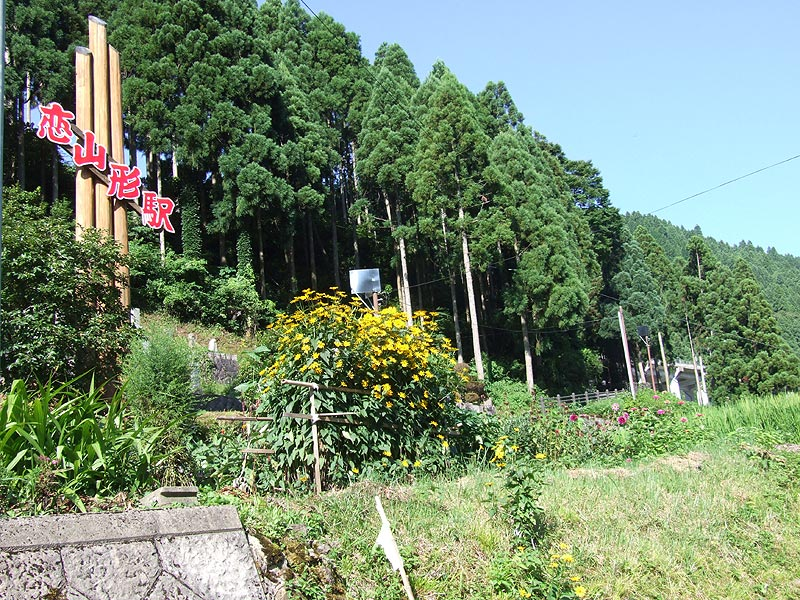
駅から坂を下った集落側より（2008年8月。看板は後に撤去）

看板
駅入口にはかつて、巨大な杉の木で作られた「恋山形駅」という看板があり、国道373号から見ることができた。しかし、この看板は後に撤去されたため現存しない。
恋駅プロジェクト
恋駅プロジェクトによりホームの駅名標はハート形に変更され、1番乗り場にはハートのモニュメントと絵馬掛けが設置されている。この恋駅プロジェクト関連での来訪者が次の列車まで長時間待つことを避けるため、2014年（平成26年）3月15日から一部の普通列車の停車時間を約5分に延長した。なお、2019年のダイヤ改正で土曜・休日に限り、写真撮影する来駅者の利便性を図るため、恋山形駅に25分間停車する列車が設定された。
恋駅に関するイベント
恋駅に関連するイベントが複数回開催されている。例として、2015年（平成27年）7月5日に開催した「七夕イベント」や2023年（令和5年）6月10日に開催した「恋山形駅リニューアル10周年記念イベント」が挙げられる。なお、10周年記念イベントには豊岡真澄がゲストで参加している。
できごと
2022年12月、ホームに腰を掛けて足を投げ出して撮影された画像がSNS上に投稿された。画像はネット上で拡散、物議を醸し、智頭急行は「非常に危険な行為、絶対にやめてほしい」と注意喚起を行った。

## 隣の駅
智頭急行
■智頭線
山郷駅 - 恋山形駅 - 智頭駅